# Ждрело
Ждрело (лат. pharynx) је мишићно-слузокожни орган који представља део система органа за варење и дисање. Дигестивни тракт се из усне дупље наставља преко ждрела у једњак и остале нисходне делове, док се пут за ваздух наставља из носне дупље преко ждрела у гркљан.
Ждрело има облик усправно постављеног олука и отворен је према напред. Простире се од базе лобање до шестог вратног пршљена, тако да један његов део припада глави, а други врату.

## Делови
На ждрелној дупљи се разликују три дела или спрата: носни, усни и гркљански.
Носни део, епифаринкс или назофаринкс је горњи део ждрела који гради анатомску и функционалну целину са носном дупљом постављеном испред њега. Границу између ове две структуре чине тзв. хоане (десна и лева), док границу према усном делу ждрела чини покретно меко непце и Пасавантово слузокожно испупчење. На горњем зиду епифаринкса се налази тзв. трећи или ждрелни крајник. На бочним зидовима се налази отвор Еустахијеве слушне тубе која повезује жрело са средњим ухом, а на истом зиду је смештен и тзв. трубни крајник.
Усни део ждрела, познат и као орофаринкс или букофаринкс, је његов средишњи део који је отворен напред према усној дупљи. Границу између њих чини ждрелно сужење, док границу према доњем делу ждрела чини раван која додирују горњу ивицу епиглотиса. Задњи зид орофаринкса се уочава при широко отвореним устима.
Гркљански део, ларингофаринкс или хипофаринкс је најнижи спрат ждрела. Испред њега је постављен гркљан, а испод се налази улазни отвор једњака.

## Грађа
Ждрело је грађено из четири слоја: слузокоже, фиброзног слоја, мишића и фасцијалног слоја.
Слузокожа је састављена од епитела и крзна. Један део ждрела је прекривен вишеслојним цилиндричним епителом са трепљама, док је други део прекривен плочасто-слојевитим епителом. Крзно садржи велики број лимфних чворића и ждрелне жлезде.
Фиброзни слој је сачињен од везивних снопова и еластичних влакана, а развијени је у горњем делу ждрела. На задњем зиду читавог ждрела он формира траку која се назива ждрелна преграда, а служи за припој мускулатуре.
Мишићни слој сачињавају: горњи, средњи и доњи констриктор ждрела, палатофарингеални и стилофарингеални мишић.
Фасцијални слој је грађен од густог везивног ткива и он прекрива површину ждрелне мускуларе, а у горњем делу се спаја са фиброзним слојем и тако образује фарингобазиларну фасцију.

## Крвни судови и живци
Артерије које снабдевају ждрело крвљу потичу из спољашње каротидне артерије и мањим делом из поткључне артерије. Вене су притоке унутрашње југуларне вене.
Живци долазе из ждрелног сплета кога граде језично-ждрелни живац, живац луталац и вратни део симпатикуса.